# Veněra 4
Veněra 4 (rusky Венера-4, v ruštině obvykle psáno s pomlčkou) byla sonda sovětského programu Veněra pro výzkum Venuše z roku 1967. Byla to první sonda, která provedla analýzu atmosféry jiné planety.

## Konstrukce
Sonda kromě korekčního motoru a slunečních baterií obsahovala magnetometr, detektory kosmického záření, indikátor kyslíku a vodíku a iontové pasti.
Přistávací pouzdro bylo vybaveno dvěma teploměry, barometrem, radiovýškoměrem, měřičem hustoty atmosféry, 11 analyzátory plynů, dvěma radiovými vysílači operujícími v decimetrovém pásmu a padákovým systémem. Jeho hmotnost byla 383 kg.

## Průběh letu
Veněru 4 spolu s dalšími nezbytnými zařízeními vynesla na oběžnou dráhu kolem Země raketa typu Molnija-M. Brzy poté byla navedena pomocí posledního stupně nosné rakety ( dodatečně označen jako objekt 1967-058B, nazývaný též „Ťažolyj sputnik“) na meziplanetární dráhu k Venuši, jejíž atmosféru měla prozkoumat. Dne 29.6.1967 byla provedena ve vzdálenosti 12 mil.km od Země korekce dráhy úpravou rychlosti. Dne 18. října 1967, tedy po čtyřech měsících letu bylo obnoveno radiové spojení v době, kdy sondě k povrchu zbývalo uletět 45 000 km. Téhož dne sonda vletěla do Venušiny atmosféry a uvolnila přistávací pouzdro. Hlavní část sondy shořela v atmosféře, ale předtím poskytla cenné informace o poměrech v okolí Venuše. Přistávací modul po vstupu do atmosféry zbrzdil svůj let z počátečních 10,7 km/sec s přetížením asi 300g, rozvinul systém padáků (brzdící při rychlosti zhruba 300 m/s a hlavní po stabilizaci rychlosti klesání na 10 m/s) a po dobu 94 minut vysílal o provedených měřeních signály přímo na Zemi, dokud se neodmlčel ve výšce 24,96 km, pravděpodobně rozdrcen vysokým tlakem okolní atmosféry. Poslední měření udalo teplotu 270 stupňů.